# دينيز أصلان
دينيز أصلان (بالتركية: Deniz Aslan)‏ هو لاعب كرة قدم تركي في مركز الدفاع، ولد في 9 فبراير 1989 في زاندام في هولندا. لعب مع أنطاليا سبور وبورصة سبور وبولو سبور وكارسياكا ومعمورة العزيز سبور وهيلموند سبورت.

## وصلات خارجية
- دينيز أصلان على موقع الاتحاد الأوربي (الإنجليزية)
- دينيز أصلان على موقع اتحاد تركيا (لاعب) (الإنجليزية)
- دينيز أصلان على موقع قاعدة بيانات كرة القدم.إي يو (الإنجليزية)
- دينيز أصلان على موقع Soccerway.com (الإنجليزية)
- دينيز أصلان على موقع عالم كرة القدم.نت (الإنجليزية)